# Mind the Gap (альбом)
Mind the Gap (буквально англ. «Помни о щели», по смыслу «Не подходите близко к краю перрона», предостережение для пассажиров в лондонском метрополитене) — десятый студийный альбом группы Scooter, вышедший 8 ноября 2004 года, в трёх версияx: Mind the Gap (Basic), Mind the Gap (Regular), Mind the Gap (DeLuxe).

## Песни
- Интродукция «Killer Bees» — перепев песни «Mind The Gap» группы The KLF из альбома 1987 года What the Fuck Is Going On?.
- «One (Always Hardcore)» — это частично кавер-версия песни Bodylotion «Always Hardcore». Также есть семплы Capella «Move On Baby».
- «Shake That» содержит семплы из хора в песне «(Shake, Shake, Shake) Shake Your Booty» группы KC & The Sunshine Band из альбома 1976 года Part 3, а в начале трека Shake That играет немного ускоренная песня «After Dark» от Tito & Tarantula.
- «My Eyes Are Dry» содержит семплы из песни Tuxedomoon «No Tears».
- «All I Wanna Do» содержит семплы из песни Шерил Кроу «All I Wanna Do» альбома 1993 года Tuesday Night Music Club.
- «Jigga Jigga» содержит семплы песни Enya «Exile» из альбома 1988 года Watermark, а также Mac Zimms «L'annonce Des Couleurs», Fictivision vs. C-Quence «Symbols (Original Mix)» и Alex M.O.R.P.H. «Creatures». С этой песней Scooter участвовали в борьбе за поездку на конкурс песни «Евровидение-2004», но заняли 2-е место.
- «Stripped» — кавер-версия одноимённой песни Depeche Mode из альбома 1986 года Black Celebration.
- В 2005 году предполагалось выпустить «Stripped» в качестве отдельного сингла, но, возможно, из-за недовольства фанатов «Скутера», релиз был отменён. В 2007 году «Stripped» вышел в качестве Web-сингла. На нём была оригинальная Scooter-версия с альбома Mind The Gap, а также новая версия с оркестром.
- Автором главной партии «Suavemente» является Элвис Креспо.
- «The Avenger’s Back» — частично кавер версия песни Эдди Флойда 1974 года «Knock On Wood», также трек содержит семплы диско-версии 1979 года от Amii Stewart.

## Список композиций
Музыка, слова, аранжировка — Эйч Пи Бакстер, Рик Джордан, Джей Фрог, Йенс Теле. Текст — Эйч Пи Бакстер.
Mind The Gap (Basic)
1. Killer Bees (1:30)
2. One (Always Hardcore) (3:46)
3. Shake That! (3:18)
4. My Eyes Are Dry (2:54)
5. All I Wanna Do (4:21)
6. Panties Wanted (4:33)
7. Trance-Atlantic (7:53)
8. Stripped (3:29)
9. Suavemente (3:38)
10. The Chaser (4:10)
11. The Avenger's Back (2:59)

Mind The Gap (Regular)
1. Killer Bees (1:30) (Пчёлы-убийцы)
2. One (Always Hardcore) (3:46) (Один (Всегда Хардкор))
3. Shake That! (3:18) (Потряси этим!)
4. My Eyes Are Dry (2:54) (Мои глаза сухие)
5. All I Wanna Do (4:21) (Всё, что я хочу)
6. Jigga Jigga! (3:55) (Джигга-Джигга!)
7. Panties Wanted (4:33) (Разыскиваются трусики)
8. Trance-Atlantic (7:53) (Транс-Атлантический)
9. Stripped (3:29) (Обнажённая)
10. Suavemente (3:38) (Суавементе)
11. The Chaser (4:10) (Преследователь)
12. The Avenger’s Back (2:59) (Возвращение мстителя)
13. Trip To Nowhere (5:02) (Поездка вникуда)

Multimedia part for PC & Mac
- Shake That! (The X-Rated Video)
- Special Pictures (Press/Making Of,Photos)

Mind The Gap DeLuxe Edition
CD 1 Standard 13 Track! + Multimedia part
CD 2 — We Like It Loud Tour — Live In Concert
1. Intro! (1:10)
2. Maria (I Like It Loud) (4:02)
3. Weekend! (3:39)
4. Friends (4:42)
5. Waiting For Spring (2:58)
6. Let Me Be Your Valentine (5:10)
7. Faster Harder Scooter (3:46)
8. Break It Up (3:49)
9. Frequent Traveller (2:34)
10. How Much Is The Fish? (3:49)
11. Nessaja (4:05)
12. Jigga Jigga! (3:57)
13. Hyper Hyper (6:15)

## Награды и места в чартах
«Mind The Gap»
- Германия —  Золото, 16
- Венгрия —  Золото, 18
- Чехия —  Золото, 36
- Австрия — 34
- Швеция — 44
- Швейцария — 67
- Нидерланды — 83

## Синглы
В качестве синглов вышли 4 композиции с альбома — «Jigga Jigga!», «Shake That!», «One (Always Hardcore)» и «Suavemente».
| Название                     | Треклист | Награды |
| ---------------------------- | --- | --- |
| Jigga Jigga! (2003)          | 1. «Jigga Jigga! (Radio Edit)» (03:55) 2. «Jigga Jigga! (Club Mix)» (07:36) 3. «Jigga Jigga! (Extended Mix)» (06:01) 4. «Shinjuku» (04:02) CD single (2-track) 1. «Jigga Jigga! (Radio edit)» (3:55) 2. «Jigga Jigga! (Extended) (6:01)» Jigga Jigga! для Британии. 1. Radio edit (3:55) 2. Club mix (7:32) 3. Extended mix (5:57) 4. Flip & Fill mix (6:13) 5. Clubstar’s Sunlight mix (6:13) | - Израиль — 2 - Венгрия — 3 - Австрия — 9 - Германия — 10 - Норвегия — 10 - Финляндия — 12 - Дания — 17 - Швеция — 24 - Эстония — 29 - Молдавия — 32 - Ирландия — 34 - Швейцария — 45 - Великобритания — 48 - Нидерланды — 50 |
| Shake That! (2004)           | Shake That! 1. «Shake That! — Radio Edit» (3:18) 2. «Shake That! — Extended» (5:03) 3. «Shake That! — Club Mix» (5:28) 4. «Shake That! — CJ Stone Mix» (6:36) 5. «Suffix» (2:55) Shake That! Limited Edition 1. «Shake That! — Radio Edit» (3:18) 2. «Shake That! — Extended» (5:03) 3. «Shake That! — Steve Murano mix» (5:43) 4. «Shake That! — Klubbheads Klubb Dubb» (3:17) 5. «Hyper Hyper — Special Live verison» (6:14) CD single (2-track) 1. "«Shake That! — Radio edit» (3:18) 2. "«Shake That! — Extended» (5:03) | - Чехия — - Венгрия — 1 - Эстония — 2 - Норвегия — 4 - Швеция — 4 - Израиль — 7 - Германия — 8 - Финляндия — 9 - Дания — 10 - Австрия — 12 - Португалия — 17 - Испания — 20 - Швейцария — 38 - Бельгия — 41 - Австралия — 54  |
| One (Always Hardcore) (2004) | 1. «One (Always Hardcore) (Radio Edit)» (03:49) 2. «One (Always Hardcore) (Club Mix)» (07:16) 3. «One (Always Hardcore) (Extended Mix)» (05:28) 4. «Circle Of Light» (04:20) CD single (2-track) 1. «Radio edit» (3:49) 2. «Extended» (5:28) | - Венгрия — 2 - Австрия — 5 - Германия — 7 - Финляндия — 9 - Дания — 18 - Швейцария — 30 - Бельгия — 41 - Швеция — 60 |
| Suavemente (2005)            | 1. «Suavemente» (03:35) 2. «Suavemnete (Extended Version)» (05:36) 3. «Suavemente (Club Mix)» (06:43) 4. «Suavemente (Original Club)» (03:30) 5. «Trance Atlantic (Club Mix)» (04:05) CD single (2-track) 1. «Radio edit» (3:35) 2. «Extended» (5:40) | - Венгрия — 4 - Дания — 10 - Испания — 17 - Германия — 22 - Бельгия — 25 - Австрия — 27 - Швейцария — 39 - Швеция — 58 |
| Stripped Web-релиз (2007)    | 1. «Stripped» — Orchestral Version 2. «Stripped» | |